# Слива японська
Слива японська, мікровишня японська (Prunus japonica) — вид квіткових рослин із підродини мигдалевих (Amygdaloideae).

## Біоморфологічна характеристика

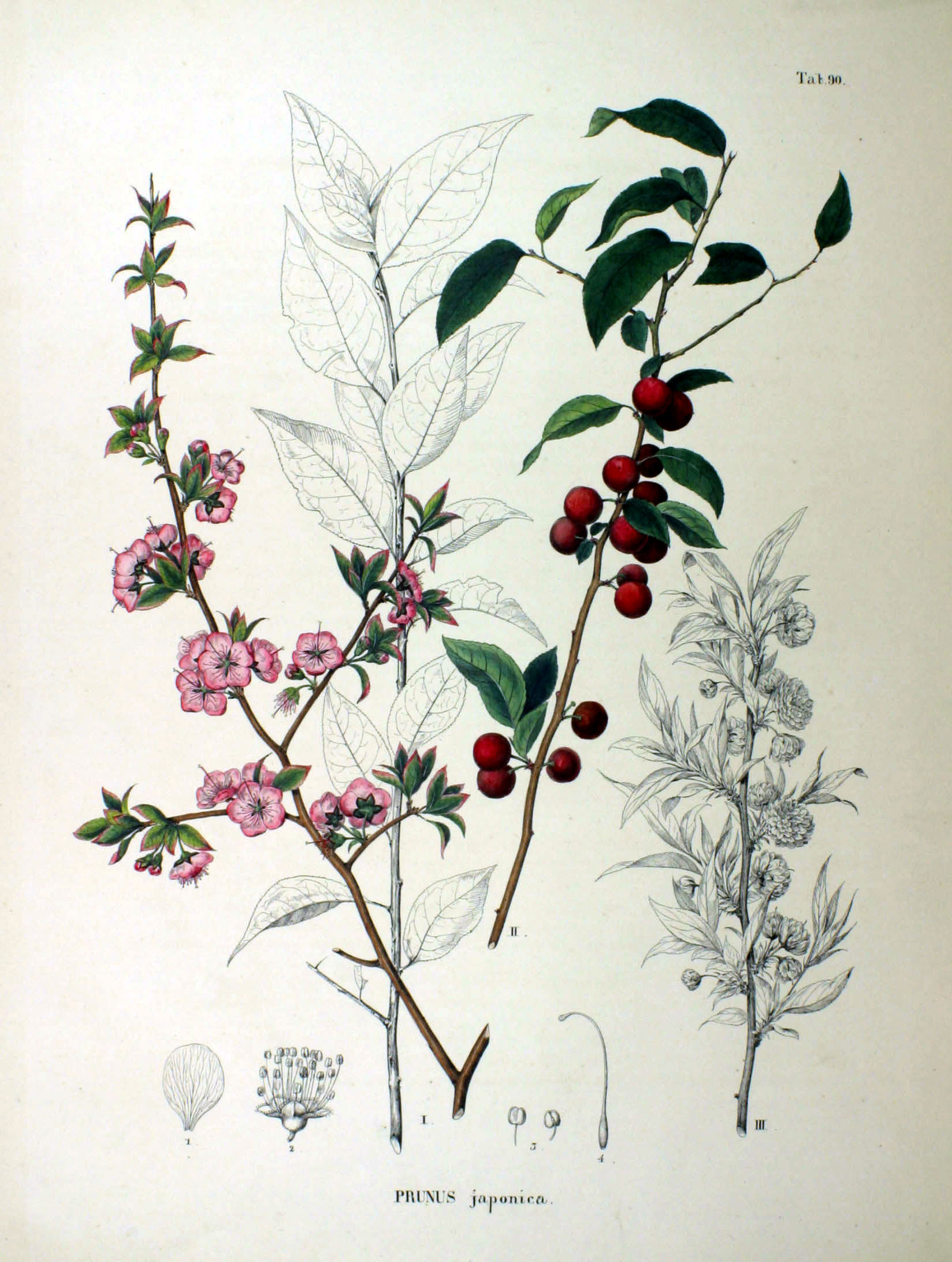

Це вічнозелений кущ, 100–150 сантиметрів у висоту.

## Поширення, екологія
Ареал: пн.-цн. і сх. Китай, Корея. Населяє рідколісся в гірських долинах, ліси на схилах гір, чагарники, трав'янисті чагарники на пустирях, сонячні схили гір; на висотах від 100 до 1300 метрів.

## Використання
Рослина збирається з дикої природи для місцевого використання як їжа та ліки. Зрідка культивується як плодова культура і часто вирощується як декоративна. Іноді використовується як підщепа для культурної вишні. Плоди вживають сирими чи приготовленими. Ядра мають послаблювальний, вітрогонний, пом'якшувальний, дезострументальний, сечогінний, гіпотензивний, проносний, м'який та офтальмологічний. Корінь використовують при лікуванні запорів, дитячої гарячки, гостриків і хвороб зубів. З листя можна отримати зелений барвник. З плодів можна отримати барвник від темно-сірого до зеленого.